# Patricio Montojo
Patricio Montojo y Pasarón (Ferrol, 7 de setembro de 1839 – Madrid, 30 de setembro de 1917) foi um oficial naval espanhol mais conhecido por sua derrota na Batalha de Cavite em 1898 pelo almirante George Dewey, uma batalha decisiva da Guerra Hispano-Americana.

## Início da carreira
Montojo nasceu em Ferrol, Galiza. Ele estudou na Escola Naval de Cadiz inicialmente como aspirante em 1855. Em 1860, já como sub-tenente lutou contra os mouros nas Filipinas retornando a Espanha em 1864. Também lutou nas Batalhas de Abtao e de Callao, durante a guerra hispano–sul-americana contra o Peru. Em seguida assumiu o cargo na Secretaria do Almirantado. Em 1873, tornou-se comandante da frota do Caribe, sediada em Havana. Algum tempo depois assumiu o comando da Frota do Pacífico sediada em Manila, Filipinas, já como contra-almirante.

## Batalha de Cavite
Quando iniciou a Guerra Hispano-Americana, Montojo sabia que os navios espanhóis do Pacífico não poderiam resistir à Frota Norte-americana comandada pelo Comodoro George Dewey. Em 1 de maio de 1898, iniciou a Batalha de Cavite, a frota espanhola do Pacífico foi totalmente destruída pelos norte-americanos que em seguida invadiram as Filipinas. 

## Pós-Guerra
Após o desastre em Cavite, Montojo foi chamado em Madri, onde foi julgado pela Corte Marcial, teve até como defensor o próprio George Dewey que reconheceu que Montojo mesmo com meios precários conseguiu impor uma resistência admirável contra os norte-americanos. Montojo foi condenado à prisão por incompetência. Como defesa ele alegou que a derrota deveu-se à não-modernização da frota. Pouco tempo depois Montojo foi absolvido, porém foi dispensado da Marinha. Montojo faleceu em Madri em 30 de setembro de 1917. Até hoje, os descendentes de Montojo e Dewey seguem com a carreira militar de seus antepassados.